# Bulbul cineri
El bulbul cineri (Hemixos cinereus) és una espècie d'ocell de la família dels picnonòtids (Pycnonotidae). Es troba a Indonèsia, Malàisia i Tailàndia. Els seus hàbitats principals són els boscos tropicals i subtropicals de frondoses humits de les terres baixes i de l'estatge montà, matollars humits tropicals i subtropicals, les terres llaurades, plantacions i jardins rurals. El seu estat de conservació es considera de risc mínim.

## Taxonomia
Segons la llista mundial d'ocells del Congrés Ornitològic Internacional (versió 13.2, juliol 2023) el bulbul cineri presenta dues subespècies: (H.c. cinereus,i connectens). Tanmateix, per al Handook of the Birds of the World i la quarta versió de la BirdLife International Checklist of the birds of the world (Desembre 2019), la subespècie connectens, de l'illa de Borneo, es considera una espècie separada:
- bulbul alaverd (Hemixos connectens).